# Elmyr de Hory
Elmyr de Hory (geboren Elemér Albert Hoffmann, 14 april 1906, Boedapest – 11 december 1976, Ibiza) was een schilder en kunstvervalser, die naar verluidt meer dan duizend kunstvervalsingen heeft verkocht aan gerenommeerde kunstgalerijen over de hele wereld. Zijn vervalsingen werden bekend door het boek Fake (1969) van Clifford Irving en een documentaire-essayfilm geregisseerd door Orson Welles, F for Fake (1974), waarin Irving ook een hoofdrol vervult.

## Jeugd en opleiding
De Hory werd geboren als Elemér Albert Hoffmann op 14 april 1906. Volgens een kennis, Fernand Legros, zou hij echter op 14 april 1905 in Boedapest (Hongarije) zijn geboren, maar had hij zijn geboortedatum later aangepast hebben naar 1914 om zijn werkelijke leeftijd te verbergen. Zijn beide ouders waren joods. Het beroep van zijn vader werd omschreven als 'groothandelaar in handgemaakte goederen'.  
Volgens de biografie van Clifford Irving zouden zijn ouders scheiden toen De Hory 16 jaar oud was. Dit bleek echter ook onwaar te zijn. De Hory zelf beweerde dat hij in een aristocratisch gezin was geboren en dat zijn vader een Oostenrijks-Hongaarse ambassadeur was en zijn moeder uit een familie van bankiers kwam. Later onderzoek toonde echter aan dat hij uit een middenklassengezin kwam. 
Op 16-jarige leeftijd begon de Hory aan een formele kunstopleiding in de kunstenaarskolonie Nagybánya (Baia Mare in hedendaags Roemenië). Twee jaar later vervolgde hij zijn studie aan de Akademie Heinmann in München, waar hij zich richtte op klassieke schilderkunst. In 1926 verhuisde hij naar Parijs en schreef hij zich in aan de Académie de la Grande Chaumière, waar hij in de leer ging bij Fernand Léger. Tegen de tijd dat hij in 1928 zijn traditionele opleiding in Parijs afrondde, was zijn aandacht van de figuratieve kunst afgedwaald en werd hij bevangen door het fauvisme, het expressionisme, het kubisme en andere niet-traditionele stromingen. Dit zorgde ervoor dat zijn kunst passé leek en zodoende uit de pas liep met de opkomende smaak van het publiek. De economische gevolgen van de Grote Depressie legden daarbij ook een domper op zijn ambities en vooruitzichten. 
Nieuw bewijsmateriaal (politiedossiers van Genève) duidt op aanklachten en arrestaties voor kleine misdaden eind jaren twintig en dertig. Wellicht beging De Hory enkele misdrijven omdat hij niet langer in zijn onderhoud kon voorzien met alleen het verkopen van kunst.
Bij het uitbreken van de Tweede Wereldoorlog keerde De Hory terug naar Hongarije. Kort na zijn terugkeer raakte hij bevriend met een Britse journalist en vermoedelijke spion, wat ertoe leidde dat hij enige tijd in een Transsylvanische gevangenis voor politieke dissidenten terecht kwam. Tijdens zijn gevangenschap raakte de Hory bevriend met de kampofficier, van wie hij een portret mocht schilderen. Later tijdens de Tweede Wereldoorlog, werd De Hory weer vrijgelaten.
Binnen een jaar werd De Hory echter weer opgesloten in een Duits concentratiekamp, vanwege zijn joodse afkomst en homoseksualiteit. Verder onderzoek naar zijn verleden opperde dat hij ooit als calvinist werd gedoopt. Een dergelijk feit weerhield de naziregering er niet van om joden alsnog te arresteren en uiteindelijk om het leven te brengen. De Hory werd zwaar mishandeld en overgebracht naar een gevangenisziekenhuis in Berlijn, waaruit hij wist te ontsnappen. Hij keerde terug naar Hongarije en naar eigen zeggen hoorde hij daar dat zijn ouders waren vermoord en dat hun bezittingen in beslag waren genomen. Opmerkelijk genoeg stelde biograaf Mark Forgy dat zowel zijn moeder als zijn broer werden vermeld als overlevenden van de Holocaust.

## Het leven als vervalser
Toen De Hory na de oorlog in Parijs aankwam, probeerde hij zijn geld te verdienen als kunstenaar. Hij bleek een opvallend vermogen te hebben om de stijlen van bekende schilders te imiteren. In 1946 verkocht hij een pentekening aan een Britse vrouw die de tekening aanzag voor een origineel werk van Picasso. Naar zijn mening zou het feit dat zijn kopers iets moois kregen voor een even mooie prijs hem verlossing bieden van zijn akelige situatie. Hij begon zijn zogenaamde "Picasso's" te verkopen aan kunstgalerieën in de rondom Parijs, met het verhaal dat hij een ontheemde Hongaarse aristocraat zou zijn en dat de kunstwerken afkomstig waren uit de collectie van zijn familie. Soms beweerde hij zelfs dat hij de kunstwerken rechtstreeks van de kunstenaar had verworven, die hij tijdens zijn carrière in Parijs persoonlijk had gekend.
Datzelfde jaar ging De Hory een partnerschap aan met Jacques Chamberlin, die dienst zou doen als zijn kunsthandelaar. Ze reisden samen door Europa totdat De Hory ontdekte dat Chamberlin, hoewel ze de winst gelijk moesten delen, het grootste deel van de winst voor zichzelf hield. De Hory beëindigde de relatie en hervatte de verkoop van zijn vervalsingen.
Na een succesvolle verkoop van tekeningen in Zweden vertrok hij in 1947 naar Rio de Janeiro. Daar kon hij enige tijd leven van de opbrengsten van zijn vervalsingen. De verbeterde omstandigheden boden hem de ruimte om zijn eigen werk te hervatten. De verkoop van zijn portretten, landschappen en stillevens in zijn eigen avant-gardistische stijl brachten echter niet zoveel geld binnen als waaraan hij gewend was geraakt.
In augustus 1947 reisde De Hory met een visum voor drie maanden naar de Verenigde Staten, waar hij besloot te blijven. Gedurende de twaalf maanden die volgden, bewoog hij zich tussen New York, Los Angeles, Miami en Chicago.  De Hory breidde zijn vervalsingen uit met werken in de stijl van Henri Matisse, Amedeo Modigliani en Pierre-Auguste Renoir. Toen enkele galerijen achterdochtig begonnen te worden, begon hij pseudoniemen te gebruiken. Om direct contact te omzeilen begon hij zijn werken per postorder te verkopen. Enkele pseudoniemen van De Hory waren Louis Cassou, Joseph Dory, Joseph Dory-Boutin, Elmyr Herzog, Elmyr Hoffman en E. Raynal (Fernand Legros voegde aan deze lijst de volgende valse namen toe: Elmer Hoffman, Elementer alias Hofman, baron de Hory, Haury, Hury or Rush, Hory, baron Raynal, Raynor, Raynol of Rainol, comte de Herzog, baron de Boughady, von Bonhyday, Boundjy, Elmyr Lazlo, Dauray, Dory, Boutin, Dory-Boutin, Cassou Robert of Cassou Charles, Louis Curiel of Curiel Charles).
De Hory's voorspoed kwam wederom tot een stilstand toen hij zijn 'Matisse-tekeningen' verkocht aan het Fogg museum, geaffilieerd aan de Harvard-universiteit. Kort hierop bood hij een "Modigliani" en een "Renoir" tekening uit zijn verzameling aan. Een oplettende curator merkte stilistische overeenkomsten op tussen de drie vervalsingen en weigerde daarna dan ook elk aanbod. Vervolgens nam de curator contact op met andere instellingen en galerieën, met de vraag of zij kunstwerken van E. Raynal (zijn pseudoniem toentertijd) kenden of hadden gekocht. De Amerikaanse kunstwereld was nu op de hoogte van deze verzamelaar en verkoper waardoor het hem nagenoeg onmogelijk werd om hier nog zaken te doen.

## Vervalsing als business
In 1955 verkocht De Hory verschillende vervalsingen aan de kunsthandelaar Joseph W. Faulkner te Chicago. Toen Faulkner ontdekte dat het geen originele werken waren, diende hij een aanklacht in tegen De Hory, wat leidde tot een federale rechtszaak wegens post- en telefoonfraude. De Hory verhuisde daarop naar Mexico waar hij kort werd vastgehouden voor een politieverhoor vanwege zijn connectie met een verdachte van een moord, die De Hory beweerde nooit te hebben ontmoet. Toen de Mexicaanse politie hem probeerde af te persen, beriep De Hory zich op zijn recht op een advocaat die hem net eveneens probeerde geld afhandig te maken door exorbitante juridische kosten in rekening te brengen. De Hory betaalde de advocaat met een van zijn vervalsingen en keerde terug naar de Verenigde Staten.
Hier ontdekte De Hory dat zijn schilderijen bij verschillende kunstgalerijen hoge prijzen opbrachten, terwijl hij er slechts een fractie van ontving. Zijn vervalsingen zouden in totaal voor meer dan $50 miljoen zijn verkocht. Tegen die tijd waren zijn werken herkend als vervalsingen, wat hem een plek op de lijst van de FBI bezorgde. Zodoende zette De Hory wederom zijn vervalsingen op pauze en begon hij aan zijn eigen werken. Zoals eerder kwam hij hierdoor in financiële problemen en leefde hij een ascetisch bestaan in een goedkoop appartement nabij Pershing Square, Los Angeles. Hier had hij maar weinig succes. Hij verkocht voornamelijk schilderijen van roze poedels aan binnenhuisarchitecten. Na een periode van grote onvrede besloot hij terug te keren naar de oostkust en zich weer te richten op zijn illegale praktijken. In Washington D.C. begon De Hory een samenwerking met een fotohandelaar.
In 1959 probeerde hij zelfmoord te plegen door een overdosis slaappillen in te nemen. Hij werd echter op tijd gevonden door een vriend. Na een verblijf in het ziekenhuis herstelde De Hory. Hij werd geholpen door een jonge ondernemer, Fernand Legros . Legros' verslag van zijn samenwerking met De Hory wijkt sterk af van dat van De Hory zelf. Volgens Legros was De Hory een agressieve en gedreven oplichter; iemand die Legros in de waan liet dat hij een behoeftige aristocraat is die alle liefdadigheid van Legros verdiende, terwijl hij in werkelijkheid door Interpol werd gezocht onder een groot aantal verschillende aliassen en is veroordeeld voor een verscheidenheid aan misdaden, zoals vervalsing en fraude. De Hory is in deze tijd slachtoffer van vervolgingen, veroordelingen en uitzettingen uit Frankrijk, Zwitserland, Italië, Duitsland, Groot-Brittannië, Mexico, de Verenigde Staten en Canada, wegens het uitschrijven van valse cheques, het vervalsen van cheques, het plegen van vervalsing, het gebruik van een valse naam, diefstal, ontvangst en verstrekking van gestolen goederen, en verduistering.
Volgens De Hory vergezelde Legros hem terug naar Miami waar hij verder zou herstellen. Toen hij Legros in vertrouwen nam, zag de andere man een opportuun moment om de kunstenaar te overtuigen aan hem de taak om zijn werk te laten verkopen over te laten in ruil voor een verlaging van de winst met 40%, waarbij Legros alle risico's op zich zou nemen. De Hory ging akkoord en samen met Legros toerde hij opnieuw door de Verenigde Staten. Na verloop van tijd eiste Legros dat zijn aandeel zou worden verhoogd naar 50%, terwijl Legros in werkelijkheid al een groot deel van de winst opstreek. Op een van deze reizen ontmoette hij ook Réal Lessard, een Frans-Canadees die later zijn geliefde werd. Deze relatie was echter van korte duur. Eind 1959 besloot De Hory de twee heren achter zich te laten en terug te keren naar Europa.
In Parijs herenigden De Hory en Legros. De Hory vertelde hem dat veel van zijn vervalsingen zich bevonden in New York. De Hory zei dat Legros een plan had gesmeed om de schilderijen te stelen en voor zichzelf te gaan verkopen. Hiermee verwierf hij enige bekendheid. Later dat jaar wist Legros hem ervan te overtuigen hun partnerschap te hervatten. Legros en Lessard zouden het werk van De Hory blijven verkopen en kwamen overeen hem een vast bedrag van $400 per maand te betalen, genoeg om De Hory een comfortabel en risicovrij leven te garanderen in zijn nieuwe huis, het Spaanse mediterrane eiland Ibiza.

## Ontmaskering
In 1964, toen hij 58 was, begon De Hory genoeg te krijgen van zijn bezigheden en al snel begon zijn werk eronder te lijden. Het gevolg was dat veel kunstexperts relatief snel begonnen op te merken dat het vervalsingen betrof. Enkele experts waarschuwden uiteindelijk Interpol, en de politie kwamen zowel Legros als Lessard snel op het spoor. Legros stuurde De Hory naar Australië om hem buiten het oog van het onderzoek te houden. Daar heeft hij een jaar doorgebracht.
In 1966 werden er nog meer van De Hory's schilderijen onthuld als 'fakes'. Eén man in het bijzonder, de oliemagnaat Algur H. Meadows uit Texas, aan wie Legros 56 vervalste schilderijen had verkocht, was zo verontwaardigd toen hij hoorde dat het grootste deel van zijn collectie nep was dat hij de arrestatie en vervolging van Legros volhartig ondersteunde en eiste dat zij terecht gesteld moesten worden. Legros besloot zich voor de politie te verstoppen in het huis van De Hory op Ibiza. Hiervan verkreeg hij het eigenaarschap en vervolgens dreigde hij De Hory op straat te zetten. De Hory besloot Ibiza te verlaten, ook omdat Legros steeds onvoorspelbaarder werd. Legros en Lessard zouden kort daarop worden aangehouden en gearresteerd op beschuldiging van fraude.
De Hory wist de politie een tijd te slim af te zijn. Hij werd echter moe van het leven in ballingschap en besloot terug te keren naar Ibiza om zijn lot onder ogen te zien. In augustus 1968 veroordeelde een Spaanse rechtbank hem wegens homoseksualiteit, het gebrek van bewijs betreffende levensonderhoud en affiliatie met criminele individuen tot twee maanden gevangenisstraf. Hij werd nooit rechtstreeks beschuldigd van vervalsing, omdat de rechtbank niet kon bewijzen dat hij ooit vervalsingen op Spaans grondgebied had gemaakt. Hij werd in oktober 1968 vrijgelaten en voor een jaar van Ibiza verbannen. Gedurende die tijd verbleef hij in Torremolinos, Spanje.
Een jaar na zijn vrijlating keerde De Hory, tegen deze tijd een beroemdheid, wederom terug naar Ibiza. Hij vertelde zijn verhaal aan Clifford Irving, die de biografie Fake! The Story of Elmyr de Hory, the Greatest Art Forger of Our Time. De Hory verscheen hierna in verschillende televisie-interviews en was samen met Irving te zien in de documentaire F for Fake (1973). In deze film van Orson Welles bevroeg De Hory wat zijn vervalsingen inferieur maakte aan de werkelijke schilderijen gemaakt door de kunstenaars die hij imiteerde, vooral omdat ze zoveel experts voor de gek hadden gehouden en altijd gewaardeerd werden als men geloofde dat ze echt waren. In F for Fake zet Welles ook vraagtekens bij het creatieve proces zelf en hoe bedrog en illusie een grote rol spelen in de kunstwereld.

## Overlijden

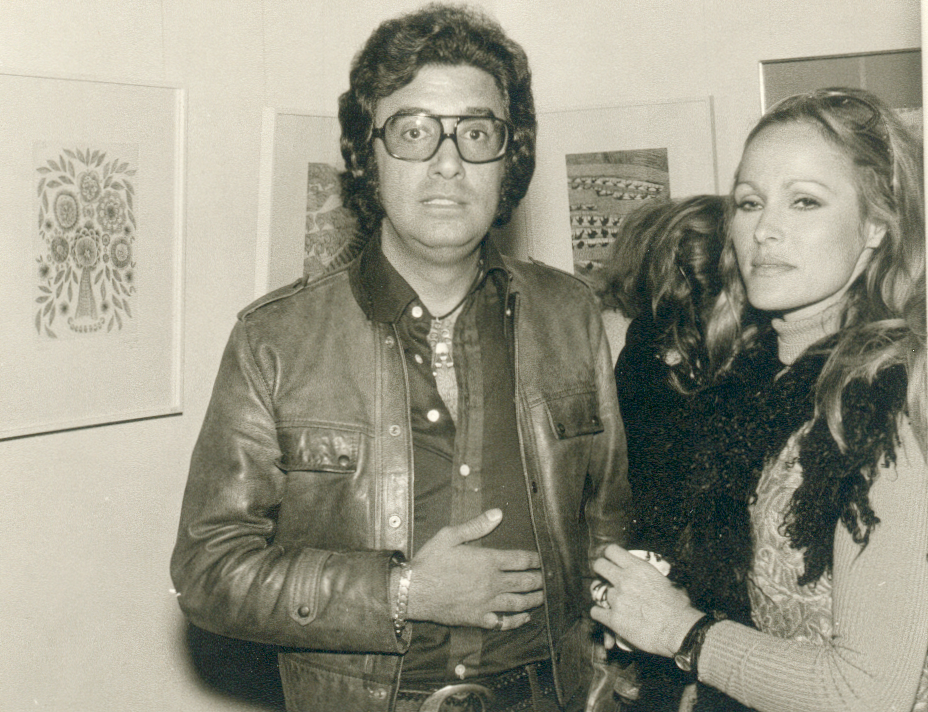
Ursula Andress en Vicenç Caraltó in de kunstgalerie Elmyr de Ibiza, 1971

In het begin van de jaren zeventig begon De Hory opnieuw te schilderen. Vermoedelijk omdat hij op deze manier zijn nieuwe roem zou kunnen benutten. Zijn plan: eigen, originele, werken gaan verkopen. Hiermee maakte hij wederom weinig winst en daarbij kwam hij er achter dat de Franse autoriteiten hem probeerden uit te leveren om terecht te staan voor fraude. Dit duurde bijzonder lang, aangezien Spanje en Frankrijk op dat moment geen uitleveringsverdrag hadden. Pas op 11 december in 1976 werd Mark Forgy, lijfwacht en metgezel van de Hory, ingelicht dat de Spaanse regering had ingestemd met de uitlevering van De Hory.
De Hory besloot een overdosis slaappillen te nemen en verzocht Forgy om zijn keuze te accepteren en dus geen poging te doen om zijn leven te redden. Forgy stemde in maar schakelde later toch hulp in waardoor De Hory werd getransporteerd naar een plaatselijk ziekenhuis. De Hory stierf echter voor ze het ziekenhuis bereikten. Clifford Irving had zo zijn twijfels bij dit verhaal en beweerde dat hij mogelijk zijn eigen zelfmoord in scene heeft gezet om aan uitlevering te ontsnappen. Forgy heeft deze theorie echter van de hand gewezen.

## Nalatenschap
De persona van De Hory was onbetwistbaar een manier om te misleiden. Het gebrek aan historisch materiaal over hem bevestigt louter de dubieuze aard van zijn bedoelingen. Zo komt zijn verhaal over de Tweede Wereldoorlog nergens terug in documenten en is de gehele periode van 1940 tot 1945 onbekend. Opvallend echter is dat een man, Charles Gee, op zijn beurt enige claims erkende en bevestigde. Hij redde De Hory van zijn eerste zelfmoordpoging en meende dat De Hory bevriend was met onder andere Zsa Zsa Gabor.
Ondanks de vele nieuwe informatie omtrent De Hory is het moeilijk te bepalen wat wel of niet de werkelijkheid is. Het staat buiten kijf dat hij gedurende zijn leven vriendschappen heeft gesloten met acteurs, schrijvers, kunstenaars en de rijke en beroemde mensen die tot hem aangetrokken werden.
De Hory's naaste vriend, secretaris en erfgenaam Mark Forgy geeft wellicht het meest nauwkeurige beeld van hem weer in The Forger's Apprentice: Life with the World's Most Notorious Artist uit 2013. Forgy beaamt dat het charisma van De Hory maakte dat hij vrij vlug vrienden kon vergaren. Deze eigenschap, gecombineerd met zijn talent, verzekerde de verkoop van zijn vervalsingen van de moderne meesters in een tijdperk waarin succes vaak het product was van persoonlijke chemie bovenop een rigoureuze wetenschappelijke analyse. Het schandaal in de nasleep van De Hory's faam als de 'grootste vervalser van de twintigste eeuw' leverde een aantal onbedoelde bijwerkingen op.
Ten eerste werd De Hory een soort volksheld in de anti-establishment sfeer die eind jaren zestig heerste; een tijdperk van rebellie en sociale onrust. Ten tweede zou zijn daaruit voortvloeiende bekendheid, zo dacht hij, hem eindelijk de levenslange erkenning opleveren waar hij zo naar op zoek was. De Hory noemde zichzelf vaak 'beroemd berucht' en hij genoot van zijn tijd in de schijnwerpers als volksheld en zogeheten 'bad boy'. Het bleef voor hem een bittere pil dat hij weinig succes zou behalen met zijn eigen, originele, werk. Ten slotte: in plaats van te leren van de fouten die zijn gemaakt door kunsthandelaren en verzamelaars, de doelgroep van De Hory, lijkt de kunsthandel weinig veranderd ten opzichte van de hoogtijdagen van zijn vervalsingen. De mate van medeplichtigheid die De Hory genoot met kunsthandelaren staat open voor speculatie, hoewel kunstverkopers zelfs vandaag de dag geen gevolgen ondervinden van onwettige transacties, tenzij kan worden bewezen dat ze 'willens en wetens' medeplichtig zijn aan frauduleuze transacties (zie het Knoedler Gallery-schandaal). Ontkenning is dan ook een veelgebruikte verdediging om hieronder uit te komen. Bovendien distantiëren veilinghuizen zich als het gaat om herkomst of auteurschap, omdat zij zich hier niet direct mee bezighouden. (Zie hiervoor bijvoorbeeld de standaardtekst waarin de voorwaarden van Christie's of Sotheby's worden belicht.) Deze mazen in de wet, waardoor veel vervalsingen van De Hory snel in openbare instellingen en privécollecties terecht kwamen, zijn ironisch genoeg dezelfde paden die hedendaagse vervalsers betreden.

### Vervalsingen van vervalsingen van De Hory
Niet minder ironisch is dat De Hory's roem en bekendheid een heuse stroom aan nep-Elmyrs voortbracht. Na zijn dood zou de kunstmarkt overspoeld worden door vervalsingen van zijn vervalsingen om zo op dezelfde wijze geld te verdienen.

### De Hory in zijn eigen woorden
De Hory was een complexe en geheimzinnige man. Bekend als crimineel, maar wellicht meer een gefrustreerd en wanhopig kunstenaar. Hij was charismatisch (zoals veel oplichters), een geweldig acteur en een ware kunstliefhebber, zij het op een onconventionele manier.
De Hory heeft destijds spijt betuigt over zijn criminele verleden, over het misbruik van anderen en zijn leugens om (eigen) bestwil en meende dat hij probeerde te overleven met het enige waar hij goed in was: kunst maken. Hij vroeg zich af: wie geeft de voorkeur aan een slecht origineel boven een goede vervalsing? Deze vraag is wellicht wederom een vraag om zijn eigen verleden te verzachten. Tegelijkertijd legt het de vinger op de zere plek: wanneer het auteurschap of de authenticiteit van een kunstwerk in het geding is, dwingt dat herevaluatieproces ons om opnieuw te onderzoeken hoe we kunst definiëren, en bij uitbreiding onze waarden als samenleving — een onbedoeld resultaat van hun misdaden dat ons eerlijk houdt.

### In de populaire cultuur
- Real Fake: The Art, Life and Crimes of Elmyr de Hory, een documentaire van Jeff Oppenheim, gedistribueerd door Gravitas Ventures, 2018
- Elmyr de Hory, le faussaire du siècle werd geproduceerd door Dominique Barneaud en Jeff Oppenheim voor Arte TV, 2017
- Intent to Deceive - Fakes and Forgeries in the Art World (2014–2015), een tentoonstelling met werken van de Hory, samengesteld door Colette Loll.
- The Forger's Apprentice – The Musical – (2015), geschreven door Mark Forgy, Kevin Bowen  en CS McNerlin.
- The Forger's Apprentice - (2013) geschreven door Mark Forgy en Kevin Bowen  . Uitgevoerd op het Minnesota Fringe Festival 2013.
- Portrait Of An Unidentified Man - (2011) een eenmansspel geschreven en uitgevoerd door Pierre Brault over de Hory.
- National Public Radio – VS (2014) Snap Judgment, interview met Mark Forgy  . Podcast beschikbaar op: snapjudgment.org/elmyr
- Orson Welles 'documentaire F for Fake (Frans) betreft de Hory
- Een restaurant in Little Five Points in Atlanta heet naar hem Elmyr en de muren zijn bedekt met vervalsingen van beroemde schilderijen.
- Het nummer No More Heroes van de Britse punkrockband The Stranglers vermeldt De Hory in de zin: "Wat is er gebeurd met de Grote Elmyr(a)?",[5], maar het is onduidelijk of dit een fout is, een opzettelijke feminisering., of "Elmyr" met een apart uitroepteken erna.
- Een personage gebaseerd op De Hory verschijnt in het onvolledige laatste Kuifje-verhaal Kuifje en Alph-Art .
- Hory wordt ook genoemd in Dale Basye 's Fibble: waar de liegende kinderen naartoe gaan, de vierde in de serie.
- In Fate/Strange Fake stelt de Caster-dienaar, wiens vaardigheid het wijzigen en herscheppen van legendes inhoudt, dat als je wilt dat iemand onbeperkt legendes nabootst, je de Hory moet bellen.
- De documentaire Almost True: The Noble Art of Forgery (1997).